# Liste der Naturdenkmäler in Fürth
In der Stadt Fürth gab es im Dezember 2023 insgesamt 39 Naturdenkmäler.

## Aktuelle Naturdenkmäler
| Name                                                                       | Bild | Kennung       | Einzelheiten | Position | Fläche Hektar | Datum         |
| -------------------------------------------------------------------------- | ---- | ------------- | --- | -------- | ------------- | ------------- |
| Achtzehn Eichen                                                            |      | 1, ND-04940   | Vach beidseitig des Michelbachtals, westlich des Main-Donau-Kanals                                                              | ⊙        |               | 5. Mai 1999   |
| Eiche im Schloßgarten von Burgfarrnbach                                    | BW   | 2, ND-04941   | Burgfarrnbach am rekonstruierten Grabhügel aus der Hallstattzeit im Schloßgarten von Burgfarrnbach                              | ⊙        |               | 5. Mai 1999   |
| Eiche am ehem. Heyschen Hof                                                | BW   | 4, ND-04943   | Burgfarrnbach nördlich der Bernbacher Straße                                                                                    | ⊙        |               | 5. Mai 1999   |
| Linde an der Martersäule                                                   | BW   | 5, ND-04944   | Fürth bei der Christ-König-Kirche an der Friedrich-Ebert-Straße                                                                 | ⊙        |               | 5. Mai 1999   |
| Vier Eichen an der Kapellenruh                                             | BW   | 6, ND-04945   | Fürth im Rednitzgrund | ⊙        |               | 5. Mai 1999   |
| Eiche in Ritzmannshof                                                      | BW   | 7, ND-04946   | Vach Flexdorfer/Ecke Ritzmannshofer Straße                                                                                      | ⊙        |               | 5. Mai 1999   |
| Ulme                                                                       | BW   | 8, ND-04947   | Dambach an der Parkstraße | ⊙        |               | 5. Mai 1999   |
| Eiche am Ronhof                                                            | BW   | 9, ND-04948   | Ronhof am Laubenweg gegenüber dem Stadion                                                                                       | ⊙        |               | 5. Mai 1999   |
| Steinbruch im Winterrangen mit Kanzel und alter Schmiede                   |      | 10a, ND-05151 | Burgfarrnbach Aufgelassener Sandsteinbruch, Geotop 563A001                                                                      | ⊙        |               | 5. Mai 1999   |
| Steinbruch am Steinbruchweg                                                | BW   | 10b, ND-05156 | Burgfarrnbach Aufgelassener Sandsteinbruch                                                                                      | ⊙        |               | 5. Mai 1999   |
| Steinbruch am Krummweg                                                     |      | 10c, ND-05157 | Burgfarrnbach Aufgelassener Sandsteinbruch                                                                                      | ⊙        |               | 5. Mai 1999   |
| Steinbruch in den Weiherhofer Hängen                                       |      | 10d, ND-06987 | Burgfarrnbach Aufgelassener Sandsteinbruch                                                                                      | ⊙        |               | 5. Mai 1999   |
| Steinbruch am Trinkwasserhochbehälter                                      |      | 10e, ND-05152 | Fürth Aufgelassener Sandsteinbruch                                                                                              | ⊙        |               | 5. Mai 1999   |
| Steinbruch am ehemaligen Waldkrankenhaus                                   | BW   | 10f, ND-05153 | Fürth Aufgelassener Sandsteinbruch                                                                                              | ⊙        |               | 5. Mai 1999   |
| Steinbruch im Katzenstein                                                  |      | 10g, ND-04949 | Fürth Aufgelassener Sandsteinbruch                                                                                              | ⊙        |               | 5. Mai 1999   |
| Steinbruch im Eschenaubuck                                                 |      | 10h, ND-05155 | Fürth Aufgelassener Sandsteinbruch                                                                                              | ⊙        |               | 5. Mai 1999   |
| Zwei Eichen in Weikershof                                                  | BW   | 11, ND-04950  | Fürth Ginsterstraße/Ecke Südweg                                                                                                 | ⊙        |               | 5. Mai 1999   |
| Eiche an der Schwefelquelle                                                |      | 12, ND-04951  | Fürth im Rednitzgrund südlich von Weikershof                                                                                    | ⊙        |               | 5. Mai 1999   |
| Zwei ortsbildprägende Eichen in Unterfürberg                               | BW   | 13, ND-04952  | Dambach in Unterfürberg | ⊙        |               | 5. Mai 1999   |
| Rotbuche                                                                   | BW   | 15, ND-04954  | Fürth an der Feldstraße | ⊙        |               | 5. Mai 1999   |
| Eiche                                                                      | BW   | 16, ND-07021  | Fürth auf dem ehemaligen W.O. Darby-Kasernengelände gegenüber der Einmündung der Hans-Bornkessel-Straße in die Fronmüllerstraße | ⊙        |               | 5. Mai 1999   |
| Zwei Eichen in der Jahnstraße 3                                            | BW   | 17, ND-07223  | Fürth | ⊙        |               | 27. Apr. 2022 |
| Winderlinde an der Cadolzburger Straße                                     | BW   | 18, ND-07224  | Fürth | ⊙        |               | 27. Apr. 2022 |
| Pyramideneiche an der Billinganlage                                        | BW   | 20, ND-07225  | Fürth | ⊙        |               | 27. Apr. 2022 |
| Zwei alte Stiel-Eichen in der Föhrenstraße 2, Unterfarrnbach               | BW   | 21, ND-07226  | Fürth, Unterfarrnbach | ⊙        |               | 27. Apr. 2022 |
| Alteiche im Feldgehölz an der Mühlstraße                                   | BW   | 22, ND-07227  | Fürth | ⊙        |               | 27. Apr. 2022 |
| Stadtbildprägender Spitzahorn südlich des Hauptbahnhofs (Karolinenstr. 19) | BW   | 23, ND-07228  | Fürth | ⊙        |               | 27. Apr. 2022 |
| Stiel-Eiche in der Neumannstraße 60                                        | BW   | 24, ND-07229  | Fürth | ⊙        |               | 27. Apr. 2022 |
| Zwei Stiel-Eichen am Pegnitz-Uferweg                                       | BW   | 25, ND-07230  | Fürth | ⊙        |               | 27. Apr. 2022 |
| Alte Weide südwestlich des Waldmannsweihers                                | BW   | 26, ND-07231  | Fürth | ⊙        |               | 27. Apr. 2022 |
| Eiche in der Georgenstraße                                                 | BW   | 28, ND-07232  | Fürth, Poppenreuth | ⊙        |               | 27. Apr. 2022 |
| Eiche im Rennweg 90                                                        | BW   | 29, ND-07233  | Fürth, Dambach | ⊙        |               | 27. Apr. 2022 |
| Eiche in der Wilhelmstraße                                                 | BW   | 30, ND-07234  | Fürth | ⊙        |               | 27. Apr. 2022 |
| Eiche im Lottersgarten                                                     | BW   | 31, ND-07235  | Fürth | ⊙        |               | 27. Apr. 2022 |
| Ausladende Eiche in der Sandleithe in Vach                                 | BW   | 32, ND-07236  | Fürth, Vach | ⊙        |               | 27. Apr. 2022 |
| Eiche in der Unterfarrnbacher Straße 75                                    | BW   | 33, ND-07237  | Fürth, Unterfarrnbach | ⊙        |               | 27. Apr. 2022 |
| Zwei Eichen in der Weiherhofer Straße                                      | BW   | 34, ND-07238  | Fürth, Dambach | ⊙        |               | 27. Apr. 2022 |
| Fünf Linden in der Feldstraße 7                                            | BW   | 35, ND-07239  | Fürth | ⊙        |               | 27. Apr. 2022 |
| Markante Eiche in der Atzenhofer Straße 55a                                | BW   | 36, ND-07240  | Fürth, Unterfarrnbach | ⊙        |               | 27. Apr. 2022 |
| Legende für Naturdenkmal                                                   |      |               | |          |               |               |

## Ehemalige Naturdenkmäler
| Name                                 | Bild | Kennung      | Einzelheiten                                                                                 | Position | Fläche Hektar | Datum                |
| ------------------------------------ | ---- | ------------ | -------------------------------------------------------------------------------------------- | -------- | ------------- | -------------------- |
| Stadelner Kiefer                     |      | 3, ND-04942  | Stadeln Kiefer beim Steinkreuz Theodor-Heuß-/Ecke Alfred-Nobel-Straße Gefällt im August 2013 | ⊙        |               | 5. Mai 1999 bis 2013 |
| Eiche an der Unterfarrnbacher Straße |      | 14, ND-04953 | Unterfarrnbach An der Unterfarrnbacher Straße, gegenüber dem Hasellohweg 2019 abgestorben    | ⊙        |               | 5. Mai 1999 bis 2019 |
| Legende für Naturdenkmal             |      |              |                                                                                              |          |               |                      |